# Bão Choi-wan (2021)
Bão Choi-wan (tên JTWC: 04W, tên Philippines: Dante) và Việt Nam gọi là Bão số 1. Choi-wan là cơn bão nhiệt đới đầu tiên trên Biển Đông, gây ra lũ lụt và thiệt hại vừa phải ở Philippines và ảnh hưởng đến tận Đài Loan vào đầu tháng 6 năm 2021. Được đặt tên trong Mùa bão Tây Bắc Thái Bình Dương 2021, Choi-wan bắt nguồn từ một vùng áp thấp, nằm ở phía Nam Đông Nam của Guam gần Mùa bão Tây Bắc Thái Bình Dương 2021. Được cung cấp nhiên liệu bởi một môi trường thuận lợi cho xoáy thuận nhiệt đới, nó đã phát triển thành áp thấp nhiệt đới, hai ngày sau khi di chuyển về phía tây. Vào lúc 00:00 UTC ngày 31 tháng 5, hệ thống này đã mạnh lên thành bão nhiệt đới và được JMA đặt tên là Choi-wan.
Mưa lớn gây ra lũ lụt trên phần lớn Mindanao và Visayas; 11 người tử vong đã được báo cáo và 2 người mất tích. Ở Tây Nam Philippines, 45.000 người đã bị ảnh hưởng trong khi hơn 12.000 nơi trú ẩn tại các trung tâm sơ tán để tránh bão. Tại Tây Visayas, 895 người cũng được sơ tán vào ngày 2 tháng 6. Khoảng 4.813 cá thể đã được chuyển đến Agusan del Norte.

## Cấp bão
Cấp bão Việt Nam: Cấp 8 (65 km/h) - Bão (bão thường)
Cấp bão Nhật Bản: 40 kt - 998 hPa - Bão nhiệt đới
Cấp bão Hoa Kỳ: 45 kt - Bão nhiệt đới
Cấp bão Philippines: 75 km/h - Bão nhiệt đới
Cấp bão Hồng Kông: 75 km/h - Bão nhiệt đới
Cấp bão Đài Loan: 20 m/s - Bão nhiệt đới
Cấp bão Trung Quốc: 20 m/s - 995 hPa - Bão nhiệt đới
Cấp bão Hàn Quốc: 20 m/s - Bão nhiệt đới yếu

## Lịch sử khí tượng
Vào ngày 27 tháng 5, Cơ quan Khí tượng Nhật Bản (JMA) và Trung tâm Cảnh báo Bão Liên hợp (JTWC) đã ghi nhận sự tồn tại của một khu vực đối lưu khí quyển khoảng 425 hải lý (787 km; 489 mi) phía Nam Đông Nam của Guam. Môi trường lân cận của vùng đối lưu thể hiện sức cắt gió thấp theo phương thẳng đứng và nhiệt độ bề mặt biển 29–30 °C (84–86 °F) ấm áp; điều kiện lý tưởng cho xoáy thuận nhiệt đới. JMA đánh giá khu vực đối lưu đã phát triển thành áp thấp nhiệt đới vào ngày 29 tháng 5 lúc 06:00 UTC xung quanh 06°B 136°Đ / 6°B 136°Đ. PAGASA đã đưa ra đánh giá tương tự trong Thông báo về bão nhiệt đới được ban hành lúc 15:00 UTC. JTWC sau đó đã tiến hành đánh giá riêng của họ, xác định tâm của áp thấp nhiệt đới mới phát triển ở khoảng 35 hải lý (65 km; 40 mi) về phía Nam Đông Nam của Angaur, Palau và gán ký hiệu  04W . Khi hệ thống theo dõi về phía tây, nó đã đi vào Khu vực trách nhiệm của Philippines lúc 01:00 PHT (17:00 UTC). PAGASA sau đó đã đặt tên cho cơn bão là Dante trong Bản tin bão nhiệt đới đầu tiên của nó cho cơn bão.
Choi-wan đã mạnh thêm ở Biển Philippine và JTWC đã xác định rằng áp thấp nhiệt đới đã mạnh lên thành bão nhiệt đới. Sau đó, Cơ quan Khí tượng Nhật Bản cũng nâng cấp hệ thống này thành một cơn bão nhiệt đới, và cơn bão sau đó được đặt tên là Choi-wan. Trung tâm của Choi-wan bị lộ ra do một rãnh tầng đối lưu trên nhiệt đới từ phía đông bắc, gây ra lực cắt trên hệ thống. Hệ thống tiếp tục di chuyển về phía tây bắc trước khi đi theo hướng Tây Tây Bắc trong khi tiếp tục đi khỏi lực cắt vừa phải. Vào lúc 20:30 PHT (01:30 UTC), Choi-wan đã tấn công Sulat, Eastern Samar như một cơn bão nhiệt đới cực tiểu. Trên quãng đường quá cảnh qua Philippines, JTWC sau đó đã hạ cấp nó thành áp thấp nhiệt đới.
Sau đó, nó đổ bộ lần thứ hai vào đô thị Cataingan trên đảo Masbate lúc 17:00 UTC vào ngày 1 tháng 6 trước khi thực hiện một đổ bộ nữa ở Balud lúc 19:30 UTC, vẫn ở tỉnh. Nó đi qua Biển Sibuyan sau đó đổ bộ lần thứ tư vào đảo Romblon, Romblon lúc 00:00 UTC vào ngày hôm sau. Nó vượt qua  Romblon Pass trước khi đổ bộ lần thứ năm vào thành phố San Agustin, năm mươi phút sau chuyến trước, vẫn ở trong tỉnh. Choi-wan sau đó đi về phía tây bắc trong khi vật lộn để tổ chức lại dưới vùng biển của Tablas Strait, và sau đó đổ bộ lần thứ sáu vào Pola, Oriental Mindoro lúc 06:00 UTC. Nó đi ngang qua đảo Mindoro với hệ thống bị vô tổ chức một lần nữa trước khi thoát vào Verde Island Passage. Choi-wan sau đó đã đổ bộ lần thứ bảy vào Marincaban Island, Tingloy, Batangas lúc 11:20 UTC. Tiếp tục di chuyển về phía tây bắc, hệ thống đổ bộ lần thứ tám và cuối cùng vào Bán đảo Calatagan ở Batangas lúc 12:00 UTC ngày 2 tháng 6 trước khi quay trở lại Biển Đông. Mặc dù hệ thống được dự đoán sẽ tiêu tan trong khu vực, nhiệt độ bề mặt biển ấm đã giúp Choi-wan mạnh lên thành bão nhiệt đới lúc 03:00 UTC vào ngày hôm sau.
Một khu vực áp suất cao lớn ở trung tâm Thái Bình Dương và một antyclone phía trên Trung Quốc đã chuyển hệ thống về phía Bắc Đông Bắc, với cơn bão thoát ra khỏi Khu vực trách nhiệm của Philippines lúc 18:00 UTC. Không khí khô lại tác động đến cơn bão, với vùng đối lưu của Choi-wan bị dịch chuyển về phía tây khi nó đến gần Đài Loan và kết quả là cơn bão lại suy yếu thành áp thấp nhiệt đới theo ước tính của JTWC và PAGASA. Vào lúc 08:00 UTC ngày 4 tháng 6, Choi-wan tham gia lại CCHC trước khi hệ thống bắt đầu hợp nhất với meiyu front hiện có kéo dài từ Trung Quốc đến Quần đảo Nhật Bản và đồng thời, đi đến phía nam của Đài Loan. Vào lúc 1:00 giờ UTC, hệ thống đã thoát lại PAR lần thứ hai và cũng là lần cuối cùng khi nó đi theo hướng Bắc Đông Bắc. Trong khi đi qua Quần đảo Ryukyu, JMA đã đưa ra cảnh báo cuối cùng của họ đối với Choi-wan khi nó chuyển sang bão ngoại nhiệt đới vì nó vẫn còn ở phía trước.

## Chuẩn bị và tác động

### Philippines
Khi Choi-wan (được biết đến ở địa phương là Dante) tiếp cận Philippines, Tín hiệu Cảnh báo Bão Nhiệt đới (TCWS) số 1 đã được đưa ra ở hầu hết Luzon, Visayas và Mindanao vào ngày 31 tháng 5 . Ngày hôm sau, khi Dante gần đổ bộ hơn, TCWS #2 được ban hành trên một dải phía đông Philippines kéo dài về phía bắc từ Biliran và Samar đến Quezon. Trước khi Choi-wan đổ bộ, NDRRMC đã tiến hành đánh giá rủi ro cho cơn bão đang đến gần vào ngày 31 tháng 5 trong khi ₱ hơn 1.105 tỷ quỹ dự phòng đã được phân tán bởi bộ phận Phát triển cho những người di tản. Mặt khác, Viện Núi lửa và Địa chấn Philippines (PHIVOLCS), đã đưa ra lời khuyên về khả năng có thể xảy ra vào ngày 1 tháng 6 cho Núi lửa Mayon. Ít nhất 604 người buộc phải trú ẩn tại các trung tâm sơ tán ở Thành phố Davao. Ở những nơi khác, các lớp học bị đình chỉ và nơi làm việc ở Sorsogon bị đóng cửa vào ngày 1 và 2 tháng 6. 2.500 gia đình ở Agusan del Norte đã buộc phải rời bỏ nhà cửa khi lũ quét quét qua khu vực. Tổng cộng 45.000 người bị ảnh hưởng ở Tây Nam Philippines, trong khi 12.000 người đã được sơ tán an toàn. Tại Tây Visayas, 895 người đã được sơ tán vào ngày 2 tháng 6. Trong Negros Occidental, việc đi lại trên biển bị đình chỉ và người dân báo cáo về lũ lụt. Một cuộc sơ tán trước đã được yêu cầu tại các khu vực dễ xảy ra lở đất, lũ lụt và lở đất của Albay trong cùng ngày. Tỉnh Ilocos Norte ở Bắc Luzon đã được đặt trong tình trạng báo động cao độ, cũng trong ngày, theo cách tiếp cận của Choi-wan khi cơn bão tiến triển trên Biển Đông.
Tại Mindanao, mưa lớn đã gây ra lũ quét và sạt lở đất từ 29 tháng 5 đến 1 tháng 6, ảnh hưởng đến ít nhất 2.642 người và phá hủy mùa màng. Lũ lụt đã giết chết một cô gái và khiến cha cô mất tích ở South Cotabato, và dìm chết một người đàn ông ở Davao del Sur. Một trận lở đất đã giết chết một em bé ở Davao de Oro. Thiệt hại đối với nông nghiệp ở Mindanao trị giá ₱ 14,6 triệu (305.000 đô la Mỹ). Một chiếc xe bán tải đã bị lũ cuốn và cả hai hành khách của nó đều mất tích, mặc dù sau đó họ được tìm thấy còn sống với chiếc xe tải bị hư hỏng không thể xác định được. Khoảng 4.813 công dân đã được chuyển đến Agusan del Norte từ Choi-wan. Choi-wan đã gây ra ₱ thiệt hại 307,2 triệu (6,39 triệu đô la Mỹ) cho cơ sở hạ tầng và ngành nông nghiệp trên cả Visayas và Mindanao trong suốt chặng đường của nó từ ngày 1 đến ngày 2 tháng 6. Choi-wan sau đó đã đánh phá đường bờ biển của  Batangas Province ở Luzon, gây ra tác động tối thiểu, trước khi đi vào vùng biển ven biển gần Oriental Mindoro. 2 người, một người đàn ông 28 tuổi và một phụ nữ 32 tuổi, đã chết ở Oriental Mindoro sau khi bị sét đánh, người đàn ông chết ngay lập tức và người phụ nữ chết khi đến bệnh viện do vết thương của cô ấy. Một thiếu niên 19 tuổi chết ở Occidental Mindoro sau khi bị sét đánh ở San Jose. Tổng cộng 11 người đã chết trên khắp Philippines, trong khi ít nhất 2 người vẫn mất tích tính đến ngày 6/6.

### Đài Loan
Cục Thời tiết Trung ương của Đài Loan đã ban hành cảnh báo gió đất trên toàn quốc vào ngày 3 tháng 6 khi Choi-wan tiếp cận đất nước từ phía tây nam. Cảnh báo mưa lớn cũng đã được đưa ra cho 15 quận khi Choi-wan tương tác với phía trước cũng đang cung cấp lượng mưa cho đất nước. Đường ở Đại Đài Bắc bị ngập lụt và không thể đi qua được, trong khi cây cối đổ rạp dưới lớp đất ẩm ướt. 234 mm (9,2 in) mưa đã rơi ở Đài Bắc chỉ trong vòng ba giờ, trong khi ước tính có khoảng 300 mm (12 in) mưa gần Đại học Quốc gia Đài Loan. Các quận Daan, Wenshan, Nangang, Neihu, và Xinyi ở Đài Bắc đều báo cáo lượng mưa trên 100 mm (3,9 in) do sự kết hợp của hệ thống trực diện và Choi-wan, theo Thị trưởng Đài Bắc Ko Wen-je. Cảnh báo gió liên quan đến Choi-wan đã được dỡ bỏ vào ngày 4 tháng 6 khi cơn bão suy yếu thành áp thấp nhiệt đới, mặc dù cảnh báo mưa vẫn có hiệu lực do hệ thống trực diện không liên quan tiếp tục tạo ra lượng mưa lớn.